# 147e division d'infanterie (Allemagne)
La 147e division de réserve  (en allemand : 147. Reserve-Division ou 147. ResDiv.) est une des divisions d'infanterie de réserve de l'armée allemande (Wehrmacht) durant la Seconde Guerre mondiale.
Elle a été créée le 1er octobre 1942 par renommage de la 147e division, elle-même créée le 1er avril 1940.
Cette division ayant servi principalement de réserve elle est également connue sous le nom de 147. Ersatz-Division.

## Création
- 1er avril 1940 : création de la 147e division à Augsbourg dans le Wehrkreis VII en tant que division de l'Armée de remplacement.
- 1er octobre 1942 : la 147e division est renommée en 147e division de réserve
- 10 janvier 1944 : elle est détruite sur le Front de l'Est et la plupart des unités survivantes sont absorbées par la 363e division d'infanterie.

## Organisation

### Commandants
| Date                                | Grade           | Commandant        |
| ----------------------------------- | --------------- | ----------------- |
| 1er avril 1940 - 1er avril 194      | Generalleutnant | Karl Held         |
| 1er avril 1942 - 23 décembre 1942   | Generalleutnant | Rudolf Sintzenich |
| 25 décembre 1942 - 1er août 1943    | Generalleutnant | Paul Mahlmann     |
| 1er août 1943 - 17 septembre 1943   | Generalmajor    | Paul Hoffmann     |
| 17 septembre 1943 - 10 janvier 1944 | Generalleutnant | Otto Matterstock  |

## Théâtres d'opérations
La 147e division d'infanterie est formée en avril 1940 à Augsbourg et rebaptisée, après réorganisation, 147e division d'infanterie de réserve.
Rattachée à la 62e corps d'armée le 1er octobre 1942 et immédiatement envoyée sur le Front de l'Est, à Zwaihel, Kiev et Korosten en Ukraine. 
En janvier 1944, rattachée à la 4e Panzerarmee du Heeresgruppe Süd, elle est encerclée et détruite à Zwaihel.
Une partie des éléments survivants sont versés dans la 363e division d'infanterie, le reste formant, à Döllersheim, le 562e division de grenadiers (Field Training) Regiment 562nd

## Ordres de bataille
- 147e division
  - Infanterie-Ersatz-Regiment 27
  - Infanterie-Ersatz-Regiment 212
  - Artillerie-Ersatz-Regiment 27
  - Pionier-Ersatz-Bataillon 27
- 147e division de réserve
  - Reserve-Grenadier-Regiment 212
  - Reserve-Grenadier-Regiment 268
  - Reserve-Infanterie-Bataillon 68
  - Reserve-Infanterie-Bataillon 91
  - Reserve-Infanterie-Bataillon 316
  - Reserve-Infanterie-Bataillon 320
  - Reserve-Infanterie-Bataillon 423
  - Reserve-Infanterie-Bataillon 468
  - Reserve-Infanterie-Bataillon 488
  - Reserve-Artillerie-Abteilung 27
  - Reserve-Pionier-Bataillon 27
  - Divisions-Verpflegungsamt 947